# Polje (Czarnogóra)
Polje (cyr. Поље) – wieś w Czarnogórze, w gminie Bar. W 2011 roku liczyła 1892 mieszkańców.